# 가천항
가천항(加川港)은 경상남도 남해군 남면 홍현리, 가천마을 인근에 있는 어항이다. 2002년 8월 6일 어촌정주어항으로 지정하여 관리하고 있다. 시설관리자는 남해군수이다.

## 어항 연혁
- 마을 동서쪽에 두개의 하천이 흐른다 하여 가천(加川)으로 칭하게 되었다. 가천 다랭이 마을과 설흘산이 위치한 남해군의 대표적인 관광 테마 마을로 매일 많은 관광객이 방문하고 있다.

## 주요 어종
- 감성돔, 전복, 볼락, 농어 등